# 호리 나오시게

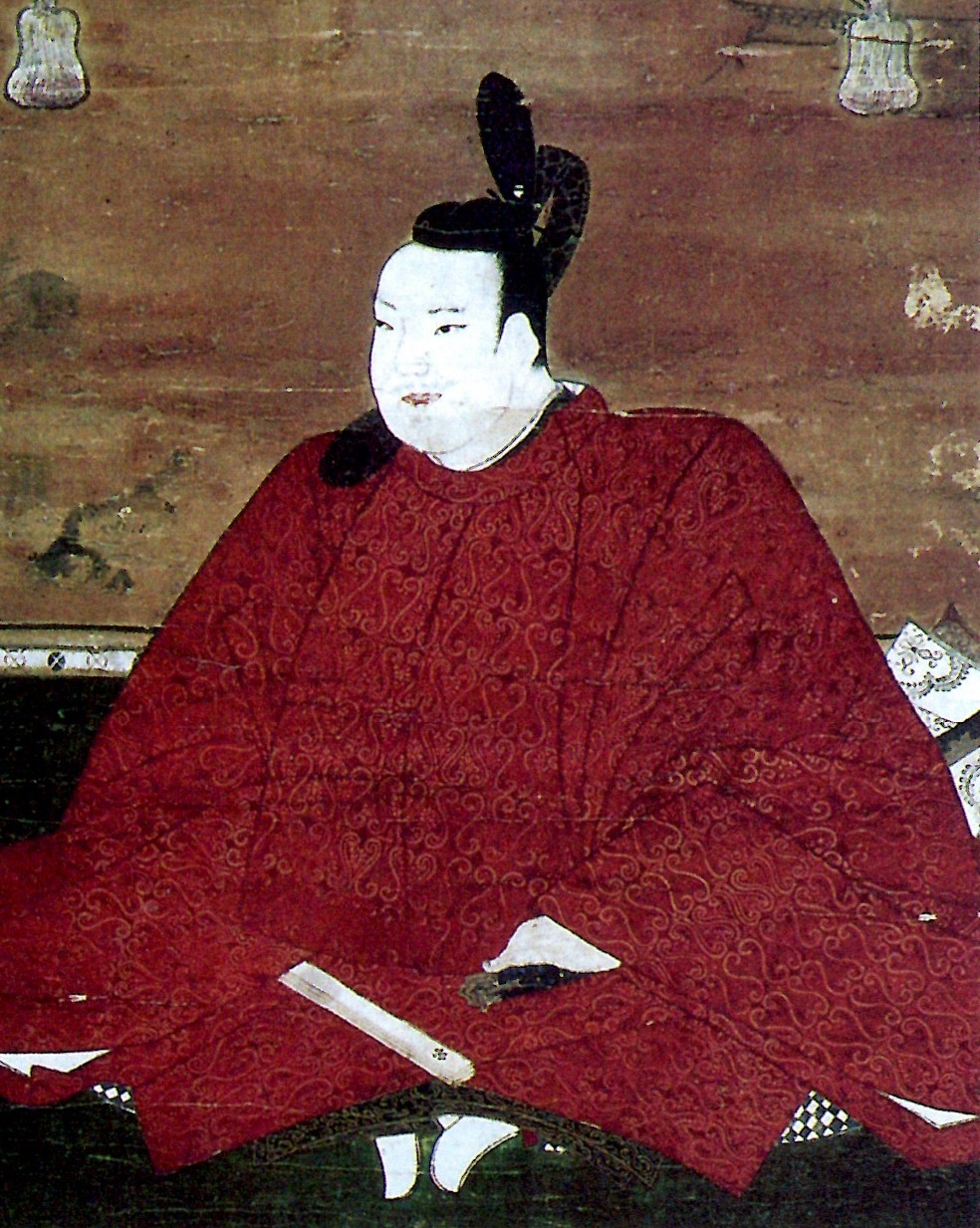
호리 나오시게

호리 나오시게(堀直重)는 에도 시대 초기의 다이묘로서 미노 스자카 번 초대 번주이다. 호리 가 나오시게 계 초대 당주. 산조번주 호리 나오마사의 4남. 정실은 호리 히데시게의 딸이다. 자식은 나오마스 등이 있다. 관위는 종5위하, 아와지노카미.
|  | 제1대 스자카 번 번주 (호리 가) 1615년 ~ 1617년 | 후임 호리 나오마스 |